# 화분 (소설)
《화분》(花粉)은 이효석이 1939년에 발표한 단편소설이다. 잡지 《조광》에 연재되었다. 일제 강점기를 배경으로 쓰인 작품으로 당시의 피폐한 사회상을 볼 수 있다. 순결을 잃은 주인공 미란이 행복을 찾아가는 과정을 그렸다. 삼각관계가 중첩되어 한 가정이 파괴되는 과정도 나온다. 소설을 원작으로 1972년 하길종이 영화 《화분》을 만들었다.